# Барави, Кахабер Мекеевич
Барави, Кахабер (Каха) Мекеевич (род. 1972 году) — советский боксёр, чемпион СССР 1991 года. Езид по национальности. Мастер спорта СССР международного класса, победитель первенств СССР среди юниоров 1989—1990 годов, чемпион Европы и Мира среди юниоров 1990 года. Чемпион СССР 1991 года.

## Биография
Барави Кахабер (Каха) Мекеевич родился в городе Тбилиси в семье служащих по фамилии Шамоян. Его отец Шамоян Меке боксёр, призёр ЦС Динамо СССР 1970 года. Боксом Кахабер начал заниматься в 1986 году у тренеров: отца Меке Шамояна, Юрия Шепеткова, Гарика Хачатурова. Избрал себе в 1988 году псевдоним Барави и под этим псевдонимом выступал в соревнованиях по боксу, представляя всесоюзное общество Трудовые Резервы СССР. Являлся победителем и чемпионом этого общества — ТР СССР с 1987 по 1991 год среди юношей, юниоров и взрослых. В 1988 году в весовой категории 50 кг завоевал первое место в первенстве общества ТР СССР и первенстве СССР среди юношей. В 1989 году завоевал первое место в первенстве СССР среди юниоров в весовой категории 54 кг. В этом же 1989 году в весовой категории 54 кг завоевал бронзовую медаль на чемпионате Мира среди юниоров в Пуэрто-Рико. В 1990 году завоевал в весовой категории 54 кг в городе Иркутске с 1-11 марта, первое место на первенстве СССР среди юниоров . В этом же 1990 году в весовой категории 54 кг завоевал золотую медаль в чемпионате Европы среди юниоров прошедшем в Чехии и золотую медаль в чемпионате Мира среди юниоров прошедшем в Перу.
В последнем в истории СССР, чемпионате СССР — прошедшем в городе Казань в помещении Дворца культуры Казанского Государственного университета с 24 января по 3 февраля 1991 года, Кахабер Барави завоевал золотую медаль и титул чемпиона СССР в весовой категории 57 кг. В данном чемпионате он провёл четыре боя и одержал убедительные победы над боксёрами:
1. Галикаев Сергей, МСМК, Челябинск, СА, РСФСР.
2. Джамалдаев Юнус, МС, Грозный, ДН, РСФСР.
3. Оганесян Тигран, МС, Ленинакан, ПФ, Армения.
4. Фаат Гатин, МСМК, Казань, ПФ.

Продолжал выступать в чемпионатах России с 1991 включительно по 1997 год. Неоднократно занимал в этот период времени призовые места на чемпионатах России в весовых категориях от 57 до 67 кг. Является боксёром техником работающим на дальней дистанции. Левша работает в классической правосторонней стойке. Имеет на своём боевом счёту 107 боёв из них в 94 боях одержал победу. Имеет 13 поражений. Все бои провёл на любительском ринге.